# Tetrastemma beaumonti
Tetrastemma beaumonti är en djurart som tillhör fylumet slemmaskar, och som först beskrevs av Rowland Southern 1913.  Tetrastemma beaumonti ingår i släktet Tetrastemma och familjen Tetrastemmatidae. Inga underarter finns listade i Catalogue of Life.